# Podlih osem
Podlih osem (angleško The Hateful Eight) je ameriški vestern-filmski triler iz leta 2015, ki ga je režiral in zanj napisal scenaril Quentin Tarantino. V glavnih vlogah nastopajo Samuel L. Jackson, Kurt Russell, Jennifer Jason Leigh, Walton Goggins, Demián Bichir, Tim Roth, Michael Madsen in Bruce Dern kot osem neznancev, ki išče zatočišče pred viharjem v ustavljeni diližansi v času po koncu ameriške državljanske vojne.
Tarantino je film napovedal novembra 2013. Prvotno je poskušal napisati roman kot nadaljevanje njegovega predhodnega filma Django brez okovov, toda kasneje se je odločil za samostojen film. Januarja 2014 je bil scenarij razkrit na internetu, zaradi česar je ustavil projekt in organiziral javno branje scenarija v Los Angelesu, kasneje se je vseeno odločil nadaljevati. Glavno snemanje se je pričelo 8. decembra 2014 blizu naselja Telluride v Koloradu. Filmsko glasbo je napisal italijanski skladatelj Ennio Morricone, za katerega je bilo to prvo sodelovanje pri Tarantinovem filmu, prva glasba za vestern po 34-tih let in prva večja Hollywoodska produkcija po filmu Misija na Mars Briana De Palme iz leta 2000.
Film je bil premierno predvajan 7. decembra 2015 v hollywoodskem kinematografu Cinerama Dome, v omejenem številu kinematografov 25. decembra, v večjem številu kinematografov pa pet dni kasneje. Naletel je na dobre ocene kritikov, ki so posebej pohvalili Leighino igro in Morriconejevo glasbo. Film je prinesel 155,8 milijona USD prihodka ob 45-milijonskem proračunu. Morricone je osvojil svojega prvega oskarja za najboljšo izvirno glasbeno podlago in tudi zlati globus v isti kategoriji. Film je bil nominiran še za oskarja še za najboljšo stransko igralko (Leighova) in najboljšo fotografijo (Robert Richardson). 25. aprila 2019 je Netflix predvajal na novo zmontirano različico filma s podnaslovom »razširjena različica« kot miniserijo v štirih epizodah.

## Vloge
- Samuel L. Jackson kot major Marquis Warren
- Kurt Russell kot John »The Hangman« Ruth
- Jennifer Jason Leigh kot Daisy Domergue
- Walton Goggins kot Chris Mannix
- Demián Bichir kot Señor Bob / Marco the Mexican
- Tim Roth kot Oswaldo Mobray / English Pete Hicox
- Michael Madsen kot Joe Gage / Grouch Douglass
- Bruce Dern kot general Sanford Sandy Smithers
- James Parks kot O.B. Jackson
- Dana Gourrier kot Minnie Mink
- Zoë Bell kot Six-Horse Judy
- Lee Horsley kot Ed
- Gene Jones kot Sweet Dave
- Keith Jefferson kot Charly
- Craig Stark kot Chester Charles Smithers
- Belinda Owino kot Gemma
- Channing Tatum kot Jody Domergue